# Boxö sund
Boxö sund är ett sund i Saltvik på Åland. Sundet är cirka 4,5 kilometer långt i sydöst-nordvästlig riktning och cirka 700 meter brett. Sundet skiljer öarna Boxö och Boxö ön från fasta Åland och förbinder Boxöfjärden i öster med Saggöfjärden i väster. Genom sundet går en officiell 5,5 meter djup farled. Här finns Hamnsundets fiske- och gästhamn samt en nedlagd sjöbevakningsstation som har tagits över av Ålands Sjöräddningssällskap.